# Tigieglò
Tigieglò o Tigieglo (in somalo Tiyeegloow), è un villaggio della regione di Bakool nella Somalia centromeridionale.